# Emil Otto Oskar von Kirchner
Emil Otto Oskar von Kirchner (15 de septiembre de 1851, Breslau - 25 de abril de 1925, Venecia) fue un fitopatólogo, micólogo y botánico alemán. Era hijo de un oficinista del Consejo, estudiando desde 1861 hasta su graduación en 1869 en el Gimnasium María Magdalena, en su ciudad natal. Posteriormente, estudió botánica en la Universidad de Breslau y recibió su doctorado en 1874 con una tesis sobre los escritos botánicos del filósofo griego y naturalista Teofrasto de Eresos. Luego trabajó en el Instituto de la Academia Agrícola y Pomológica de Proskau. En 1877, se fue a Hohenheim y fue asistente en el Instituto de Ensayos de Semillas, que abrió sus puertas en 1878. De 1881 a 1917 fue profesor de Botánica en la Universidad Agrícola de Hohenheim.
Además de su amplia gama de estudios botánicos, especialmente en el campo de la biología floral, se dedicó a las enfermedades de los cultivos intensivos. De sus numerosos escritos sobre esa materia y la práctica de manejo de plagas en la agricultura, su libro „Die Krankheiten und Beschädigungen unserer landwirtschaftlichen Kulturpflanzen“ (Las enfermedades y los daños a los cultivos agrícolas), destacándose su primera edición en 1890. Desde 1916 hasta su muerte, editó la revista Zeitschrift für Pflanzenkrankheiten und Gallenkunde (Enfermedades de las plantas y el cliente bilis).

## Algunas publicaciones
- Die Krankheiten und Beschädigungen unserer landwirtschaftlichen Kulturpflanzen. Eine Anleitung zu ihrer Erkennung und Bekämpfung für Landwirte, Gärtner u. a. Verlag Eugen Ulmer Stuttgart 1890; 2ª Ed. 1906, en tercer lugar en 1923a - 4ª ed. en varios volúmenes publicados bajo el título "Krankheiten und Beschädigungen unserer Kultur- und Nutzpflanzen" von B. Rademacher ebd. 1962
- Atlas der Krankheiten und Beschädigungen unserer landwirtschaftlichen Kulturpflanzen (con H. Boltshauser). Tafeln mit erläuterndem Text, 6 Serien, Verlag Eugen Ulmer Stuttgart 1896-1902; algunas series de las nuevas ediciones en 1918
- Die Obstbaumfeinde, ihre Erkennung und Bekämpfung. Eugen Ulmer Verlag, Stuttgart 1903, 2ª ed. de 1906, en tercer lugar ed. de 1912; 4ª ed. 1921
- Die Getreidefeinde, ihre Erkennung und Bekämpfung. Verlag Eugen Ulmer Stuttgart 1903; 2ª ed. 1916
- Die Entwicklung der Kgl. landwirtschaftlichen Anstalt Hohenheim. Festgabe zur Feier des hundertjährigen Bestehens der Anstalt verfaßt im Auftrage des Lehrerkonventes der landwirtschaftlichen Hochschule. Eugen Ulmer Verlag Stuttgart 1918
- Pflanzenschutz, 7 vols umgearb. Aufl., Deutsche Landwirtschafts-Gesellschaft, Berlín 1924

## Honores
En 1922, la Universidad de Agricultura de Hohenheim, le otorgó un doctorado honoris causa.
- La abreviatura «Kirchn.» se emplea para indicar a Emil Otto Oskar von Kirchner como autoridad en la descripción y clasificación científica de los vegetales.[1]